# Johnny Mercer
John Herndon "Johnny" Mercer (18 de noviembre de 1909-25 de junio de 1976) fue un letrista, compositor de canciones y cantante estadounidense. Desde mediados de la década de 1930 hasta mediada la de 1950, muchas de las canciones de Mercer figuraron entre las más populares entre el público de la época. Escribió la letra de más de mil quinientas canciones, incluyendo composiciones para el cine y para espectáculos teatrales del circuito de Broadway. Recibió diecinueve nominaciones a los Premios Óscar, ganando cuatro de ellos. Además, Mercer fue cofundador de Capitol Records.

## Infancia
Nacido en Savannah, Georgia, su padre, George Anderson Mercer, era un destacado abogado y promotor de bienes raíces, y su madre, Lillian Elizabeth Ciucevich, secretaria de George Mercer y segunda esposa del mismo, era de la hija de unos inmigrantes de origen croata e irlandés. Mercer era el cuarto hijo de George, y el primero de Lillian. Su bisabuelo fue el General Confederado Hugh W. Mercer, descendiente directo del General de la Guerra de Independencia de los Estados Unidos Hugh Mercer. 
A Mercer ya le gustaba la música siendo niño, y atribuía su talento musical a su madre, que cantaba baladas sentimentales. El padre de Mercer también cantaba, principalmente viejas canciones escocesas. Además, su tía le llevaba a ver shows de vodevil y de minstrel.
El contacto de Mercer con la música negra era quizás único entre los compositores blancos de su generación. Además de tener compañeros de juego y criados negros, Mercer se sentía atraído por los servicios religiosos negros. Nunca tuvo una formación musical formal, pero cantando en un coro desde los seis años de edad, hacia los once o doce había memorizado casi todas las canciones que había oído, y sentía curiosidad por saber quién las había escrito. En una ocasión le preguntó a su hermano quién era el mejor compositor de canciones, y le contestó que era Irving Berlin, entre los mejores del grupo de músicos de Tin Pan Alley.
A pesar de su precoz contacto con la música, su talento se encaminaba claramente a las letras y al canto, no a tocar instrumentos musicales, aunque en un principio había pensado ser compositor. De hecho, sus intentos para tocar la trompeta y el piano no tuvieron éxito, y nunca pudo leer solfeo con facilidad, por lo cual hubo de depender de un sistema propio de anotaciones.
Mercer estudió en la exclusiva Woodberry Forest School, en Virginia, hasta 1927. Aunque no era un estudiante destacado, estuvo muy activo en las sociedades literarias y poéticas, y escribió como humorista en las publicaciones del centro. Además, su contacto con la literatura clásica enriqueció su ya bien dotado vocabulario y su fraseología. 
Dada la orgullosa historia de su familia, y su asociación con Princeton, Nueva Jersey y con la Universidad de Princeton, Mercer fue destinado a estudiar allí, hasta que los reveses financieros de su padre a finales de los años veinte obligaron a cambiar los planes. Por ello, hubo de trabajar en el negocio de recuperación de su padre, aunque pronto se aburrió de la rutina y de Savannah, decidiendo cambiar de aires.

## Inicios
Mercer se trasladó a Nueva York en 1928, a los 19 años de edad. La música que le gustaba, jazz y blues, estaba en auge en Harlem, y Broadway hervía con musicales y revistas de George Gershwin, Cole Porter, y Irving Berlin. El vodevil, que empezaba a decaer, todavía tenía una fuerte presencia musical. Los primeros trabajos de Mercer fueron en pequeños papeles como actor. Con plenitud de tiempo libre en su apartamento de Greenwich Village, Mercer pronto volvió a cantar y a escribir letras. Durante el día trabajaba en una casa de bolsa, y por la noche cantaba. Una noche fue tras bastidores a ofrecer a Eddie Cantor una canción cómica pero, aunque Cantor no la utilizó, estimuló la carrera de Mercer. La primera letra de Mercer, para la canción "Out of Breath (and Scared to Death of You)", compuesta por su amigo Everett Miller, apareció en una revista The Garrick Gaieties en 1930. Mercer conoció a su futura esposa en el show, la corista Ginger Meehan. Gracias al padre de Miller, ejecutivo de T. B. Harms, se publicó la primera canción de Mercer, siendo grabada por Joe Venuti y sus New Yorkers.
Con 20 años, Mercer empezó a relacionarse con otros compositores de canciones, aprendiendo el negocio. Viajó a California para encargarse de escribir las letras del musical Paris in the Spring, conociendo a sus ídolos Bing Crosby y Louis Armstrong. Mercer encontró aleccionadora la experiencia, dándose cuenta de que prefería escribir de modo independiente antes que a solicitud de los musicales. A su vuelta, consiguió un trabajo como letrista para Miller Music por 25 dólares semanales, lo cual le dio seguridad suficiente para casarse con Ginger Meehan en 1931.
En 1932 Mercer ganó un concurso para cantar con la orquesta de Paul Whiteman, pero ello no ayudó a mejorar su situación personal de manera significativa. El 5 de abril de ese año hizo su primera grabación, cantando con la banda de Frank Trumbauer. Mercer después participó con Yip Harburg en la partitura de Americana, una revista famosa por la canción "Brother, Can You Spare a Dime?" (no escrita por Mercer). Tras varias canciones no destacables, en su período con Whiteman escribió y cantó "Pardon My Southern Accent". La fortuna de Mercer mejoró dramáticamente cuando se emparejó con Hoagy Carmichael, ya famoso por el tema "Stardust". Ambos pasaron un año trabajando en "Lazybones", que se convirtió en un éxito tras su primera emisión radiofónica. Mercer pasó a ser miembro de la American Society of Composers, Authors and Publishers y un “hermano” reconocido de la fraternidad Tin Pan Alley, recibiendo felicitaciones de Irving Berlin, George Gershwin y Cole Porter, entre otros. 
A lo largo de los años veinte y primeros treinta, las canciones se integraban en los espectáculos musicales sin apenas intervenir en el relato. La demanda de estos temas fue a menos, creciendo en cambio el interés en usar las canciones en el cine, por lo que, cuando a Mercer le ofrecieron trabajar en Hollywood componiendo canciones y actuando en musicales de bajo presupuesto de RKO Pictures, él aceptó y se fue al oeste, siguiendo los pasos de su ídolo, Bing Crosby.

## Años en Hollywood
Cuando Mercer llegó a Hollywood en 1935, su carrera quedó asegurada. Las canciones para el cine, con el uso de micrófonos sensibles, liberaban a los compositores de las restricciones de las canciones cantadas en directo. Intérpretes como Fred Astaire y Ginger Rogers podían ahora cantar con toda tranquilidad, y con un modo más conversacional.
El primer trabajo de Mercer en Hollywood fue en un musical de serie B, Old Man Rhythm, para el cual hizo dos canciones mediocres y una mala actuación. Su siguiente proyecto, To Beat the Band, fue otro fracaso, pero dio lugar a una reunión y una colaboración con Fred Astaire en la moderadamente exitosa canción de Astaire "I’m Building Up to an Awful Let-Down".
Su primer tema de éxito en Hollywood fue "I'm an Old Cowhand from the Rio Grande", escribiendo tanto la música como la letra. Fue interpretada por Crosby en la película Rhythm on the Range en 1936, y a partir de entonces la demanda de trabajos de Mercer despegó. Su segundo éxito ese año fue "Goody Goody". En 1937 Mercer empezó a trabajar con Warner Brothers, colaborando con el veterano compositor Richard A. Whiting (Ain't We Got Fun?), escribiendo pronto "Too Marvelous for Words" y "Hooray for Hollywood". Tras la súbita muerte de Whiting por un ataque cardiaco, Mercer trabajó con Harry Warren para crear "Jeepers Creepers", con la cual consiguió su primera nominación al Óscar a la mejor canción original. De dicho tema hizo una memorable grabación Louis Armstrong. Otro éxito con Warren en 1938 fue "You Must Have Been a Beautiful Baby". La pareja también escribió "Hooray For Spinach", una canción cómica producida para la película Naughty But Nice en 1939.
Durante un período de pausa en la Warner, Mercer retomó su carrera como cantante. Así, actuó con Bing Crosby en shows informales de tipo minstrel en el “Westwood Marching and Chowder Club”, incluyendo en los mismos a diferentes  celebridades de Hollywood, entre ellas Bob Hope. Un tema cantado a dúo, "Mr. Crosby and Mr. Mercer", se grabó y se convirtió en un éxito en 1938.
En 1939 Mercer escribió la letra para una melodía de Ziggy Elman, un trompetista que tocaba con Benny Goodman. La canción, "And the Angels Sing", aunque grabada por Bing Crosby y Count Basie, llegó al número 1 de las listas en la versión de Goodman, cantada por Martha Tilton, y con un memorable solo de trompeta de Elman. Años más tarde, el título de la canción se inscribió en la tumba de Mercer.
Mercer fue invitado al programa radiofónico Camel Caravan en Nueva York para cantar sus éxitos y crear canciones satíricas con la orquesta de Benny Goodman, y convirtiéndose en el presentador de la emisión nacional del show durante varios meses. Al poco tiempo tuvo otros dos éxitos, "Day In, Day Out" y "Fools Rush In (Where Angels Fear to Tread)", y Mercer consiguió que cinco de sus temas entraran en la lista de los diez mejores del programa de radio Your Hit Parade. Mercer también puso en marcha una editora, de corta trayectoria, durante su estancia en Nueva York. Dentro de una buena racha de trabajo, Mercer trabajó en un musical con Hoagy Carmichael, Walk With Music, que fue un éxito, aunque la calidad de la historia no se podía comparar con la de la música. Para Mercer fue una desilusión la selección de Johnny Burke como el compositor de las canciones para la serie de películas de Bob Hope y Bing Crosby Road. En 1940 Mercer y su esposa adoptaron una hija, Amanda.
En 1941, poco después de fallecer su padre, Mercer inició una intensa relación con Judy Garland, de 19 años de edad, estando ella comprometida con el compositor David Rose. Garland se casó con Rose y el affaire finalizó temporalmente,  aunque la situación tuvo un profundo efecto emocional en las letras de Mercer. Esta relación se reavivó más adelante, y Mercer afirmaba que su canción "I Remember You" era una expresión directa de sus sentimientos por Garland.
Al poco tiempo Mercer conoció a un colaborador ideal, Harold Arlen, cuyas composiciones influenciadas por el jazz y el blues dieron a las sofisticadas letras de Mercer un perfecto vehículo musical. A partir de entonces las letras de Mercer empezaron a mostrar la combinación de sofisticado ingenio y matices regionales sureños que caracterizan a algunas de sus mejores canciones. Su primer éxito fue "Blues in the Night" (1941), que Arthur Schwartz consideraba “probablemente la mejor canción de blues jamás escrita.”
El dúo compuso "One for My Baby (and One More for the Road)" (1941), "That Old Black Magic" (1942), y "Come Rain Or Come Shine" (1946), entre otros temas.
Frank Sinatra tuvo particular fortuna con los dos primeros, y Bing Crosby con el tercero. "Come Rain" fue el único éxito de Mercer en el circuito de Broadway, compuesto para el show St. Louis Woman, con Pearl Bailey. "On the Atchison, Topeka and the Santa Fe" destacó al ser cantada por Judy Garland en la película de 1946 The Harvey Girls, y dio a Mercer el primero de sus cuatro Óscar a la mejor canción original, tras ocho nominaciones sin premio.
Mercer volvió a trabajar con Hoagy Carmichael para componer "Skylark" (1941) y la canción ganadora de un Óscar "In the Cool, Cool, Cool of the Evening" (1951). Con Jerome Kern Mercer creó You Were Never Lovelier para Fred Astaire y Rita Hayworth en la película del mismo nombre, así como "I'm Old Fashioned". Mercer cofundó Capitol Records en Hollywood en 1942 con el productor Buddy DeSylva y con Glen Wallichs. También fue cofundador de Cowboy Records.
A Mercer le pidieron a menudo escribir nuevas letras a melodías populares. Las letras de "Laura", "Midnight Sun" y "Satin Doll" fueron todas ellas escritas una vez la música ya había sido un éxito. También le pidieron escribir letras en inglés a canciones extranjeras, siendo el ejemplo más famoso "Hojas muertas", basada en la francesa "Les Feuilles Mortes".
En la década de 1950, la llegada de rock and roll y la transición del jazz al bebop disminuyeron enormemente la audiencia natural de Mercer. Su continuada serie de éxitos llegaba a su fin, aunque todavía debía producir muchas grandes canciones. Mercer escribió para algunas películas de MGM, entre ellas Siete novias para siete hermanos (1954) y Merry Andrew (1958). Colaboró en tres musicales de Broadway en los años cincuenta - Top Banana (1951), Li'l Abner (1956), y Saratoga (1959) – y la producción representada en 1974 en el West End londinense The Good Companions. Entre sus canciones de mayor éxito de la década de 1950 se incluyen "The Glow-Worm" (cantada por los Mills Brothers) y "Something's Gotta Give". En 1961 escribió las letras de "Moon River" para Audrey Hepburn en Breakfast at Tiffany's, así como para el tema de Días de vino y rosas, ambas con música de Henry Mancini, recibiendo Mercer por ellas su tercer y cuarto Óscar a la mejor canción.  Mercer, también con Mancini, escribió "Charade" para la película de 1963 de Cary Grant y Audrey Hepburn Charada y la carrera del siglo lo que le supondría dos nominaciones al Oscar. Además, en 1962 escribió el clásico de Tony Bennett "I Wanna Be Around", y en 1965 el éxito de Sinatra "Summer Wind".
Un ejemplo de la alta estima que se tenía por el trabajo de Mercer es el hecho de que en 1964 fuera el único letrista en tener grabado su trabajo en uno de los celebrados volúmenes de Ella Fitzgerald titulados The Complete Ella Fitzgerald Song Books, para el sello Verve Records.
En 1969, Mercer colaboró con los editores Abe Olman y Howie Richmond en la fundación del Salón de la Fama de los Compositores. En 1971, Mercer presentó una retrospectiva de su carrera en Nueva York, incluyendo una actuación de Margaret Whiting, todo ello grabado en el disco An Evening with Johnny Mercer. En 1974 grabó dos álbumes de sus canciones en Londres, con la Pete Moore Orchestra y con la Harry Roche Constellation, posteriormente compilados en un solo disco publicado como My Huckleberry Friend. Finalmente, en 1975 Paul McCartney solicitó a Mercer una colaboración, pero el compositor estaba enfermo y diagnosticado de un tumor cerebral. Johnny Mercer falleció el 25 de junio de 1976 en Bel Air (Los Ángeles), California. Fue enterrado en el Cementerio Bonaventure de Savannah. 

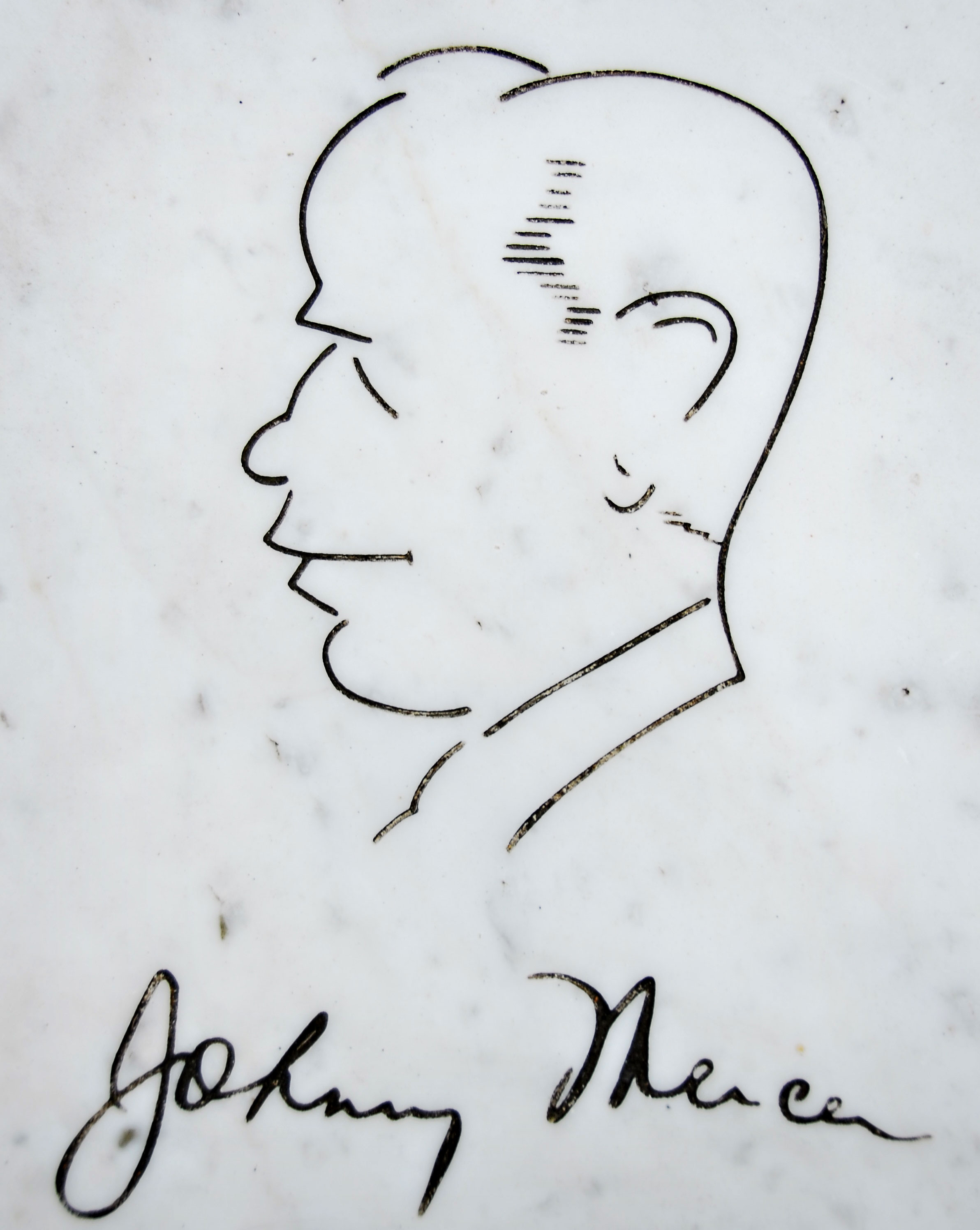
Autorretrato y firma de Johnny Mercer en su tumba en el Cementerio Bonaventure, de Savannah

## Premios y distinciones
Premios Óscar
| Año  | Categoría                           | Canción                                  | Película                     | Resultado |
| ---- | ----------------------------------- | ---------------------------------------- | ---------------------------- | --------- |
| 1939 | Mejor canción original              | «Jeepers Creepers»                       | Going Places                 | Nominado  |
| 1941 | Mejor canción original              | «I'd Know You Anywhere»                  | El castillo de los misterios | Nominado  |
| 1941 | Mejor canción original              | «Love of My Life»                        | Second Chorus                | Nominado  |
| 1942 | Mejor canción original              | «Blues in the Night»                     | Blues in the Night           | Nominado  |
| 1943 | Mejor canción original              | «Dearly Beloved»                         | Bailando nace el amor        | Nominado  |
| 1944 | Mejor canción original              | «My Shining Hour»                        | El límite es el cielo        | Nominado  |
| 1944 | Mejor canción original              | «That Old Black Magic»                   | Fantasía de estrellas        | Nominado  |
| 1946 | Mejor canción original              | «Ac-Cent-Tchu-Ate the Positive»          | Here Comes the Waves         | Nominado  |
| 1947 | Mejor canción original              | «On the Atchinson, Topeka and Santa Fe»  | The Harvey Girls             | Ganador   |
| 1952 | Mejor canción original              | «In the Cool, Cool, Cool of the Evening» | Aquí viene el novio          | Ganador   |
| 1961 | Mejor canción original              | «The Facts of Life»                      | Los hechos de la vida        | Nominado  |
| 1962 | Mejor canción original              | «Moon river»                             | Desayuno con diamantes       | Ganador   |
| 1963 | Mejor canción original              | «Days of Wine and Roses»                 | Días de vino y rosas         | Ganador   |
| 1964 | Mejor canción original              | «Charade»                                | Charada                      | Nominado  |
| 1966 | Mejor canción original              | «The Sweetheart Tree»                    | La carrera del siglo         | Nominado  |
| 1970 | Mejor banda sonora coreada original | -                                        | Darling Lili                 | Nominado  |
| 1970 | Mejor canción original              | «Whistling Away the Dark»                | Darling Lili                 | Nominado  |
| 1972 | Mejor canción original              | «Life Is What You Make It»               | Kotch                        | Nominado  |

También consiguió dos Globos de Oro: Uno en 1971 a la mejor canción original, por "Whistling Away the Dark", del filme Darling Lili; otro en 1972 por "Life Is What You Make It", del filme Kotch. 
Además, recibió una estrella en el Paseo de la Fama de Hollywood, en el 1628 Vine Street, por su trabajo televisivo.

## Canciones
Letras de Mercer, si no se dice lo contrario.
Además de las siguientes, escribió otras muchas canciones, algunas de las cuales forman parte del Great American Songbook:
| - "Lazybones" (1933) (música de Hoagy Carmichael) - "Save the Bones for Henry Jones" - "Moon Dreams", con Chummy MacGregor - "P.S. I Love You" (1934) (música de Gordon Jenkins) - "Goody Goody" (1936) (música de Matty Malneck) - "I'm an Old Cowhand from the Rio Grande" (1936) - "Hooray for Hollywood" (1937) (música de Richard A. Whiting) - "Too Marvelous for Words" (1937) (música de Richard A. Whiting) - "You Must Have Been a Beautiful Baby" (1938) (música de Harry Warren) - "Jeepers Creepers" (1938) (música de Harry Warren) - "And the Angels Sing" (1939) (música de Ziggy Elman) - "Day In, Day Out" (1939) (música de Rube Bloom) - "I Thought About You" (1939) (música de Jimmy Van Heusen) - "Wings Over the Navy" (1939) música de Harry Warren) - "Cuckoo in the Clock" (1939) (música de Walter Donaldson) - "Fools Rush In" (1940) (música de Rube Bloom) - "Blues In The Night" (1941) (música de Harold Arlen) - "I Had Myself A True Love" (música de Harold Arlen) - "I Remember You" (1941) (música de Victor Schertzinger) - "Tangerine" (1941) (música de Victor Schertzinger) - "This Time the Dream's on Me" (1941) (música de Harold Arlen) - "Hit The Road To Dreamland" (1942) (música de Harold Arlen) - "That Old Black Magic" (1942) (música de Harold Arlen) - "Trav'lin' Light" (1942) música de Jimmy Mundy y James Osborne "Trummy" Young) - "Skylark" (1942) (música de Hoagy Carmichael) - "Dearly Beloved" (1942) (música de Jerome Kern) - "I'm Old Fashioned" (1942) (música de Jerome Kern) | - "My Shining Hour" (1943) (música de Harold Arlen) - "One for My Baby (and One More for the Road)" (1943) (música de Harold Arlen; tema musical de la serie detectivesca de 1957-1958 de la NBC Meet McGraw, protagonizada por Frank Lovejoy) - "Dream" (1943) (letra y música de Johnny Mercer) - "Ac-Cent-Tchu-Ate the Positive" (1944) (música de Harold Arlen) - "Out of This World" (1945) (música de Harold Arlen) - "Laura" (1945) (música de David Raksin) - "Come Rain or Come Shine" (1946) (música de Harold Arlen) - "Any Place I Hang My Hat Is Home" (1946) (música de Harold Arlen) - "Hojas muertas" (1947) (música de Joseph Kosma) - "Glow Worm" (1952) (música de Paul Lincke) - "Satin Doll" (1953) (música de Duke Ellington y Billy Strayhorn) - "Midnight Sun" (1954) (música de Lionel Hampton y Sonny Burke) - "Something's Gotta Give" (1954) (letra y música de Johnny Mercer) - "Jubilation T. Cornpone" (1956) (música de Gene de Paul) - "I'm Past My Prime" (1956) (música de Gene de Paul) - "Moon River" (1961) (música de Henry Mancini) - "Days of Wine and Roses" (1962) (música de Henry Mancini) - "I Wanna Be Around" (1962) (letra y música de Johnny Mercer y Sadie Vimmerstedt) - "Charade" (1963) (música de Henry Mancini) - "Lorna" (1964) (música de Mort Lindsey) - "Emily" (1964) (música de Johnny Mandel) - "The Sweetheart tree", La carrera del siglo (música de Henry Mancini) - "Summer Wind" (1965) (música de Henry Mayer) - "Whistling Away The Dark" (1970) (música de Henry Mancini; del filme Darling Lili) - "Drinking Again" (con Doris Tauber) - "When October Goes" (música de Barry Manilow) |